# Władimir Jeriemiejew
Władimir Stiepanowicz Jeriemiejew, ros. Владимир Степанович Еремеев (ur. 20 maja 1929, zm. 2002) – rosyjski piłkarz, grający na pozycji bramkarza, trener piłkarski.

## Kariera piłkarska
W 1949 rozpoczął karierę piłkarską w klubie Awangard Swierdłowsk. W 1950 został zaproszony do pierwszoligowego Szachtara Stalino. Potem występował w drugoligowych klubach Chimik Moskwa i Spartak Kalinin. W 1956 dołączył do beniaminka Klasy A Burevestnika Kiszyniów, który potem zmienił nazwę na Moldova Kiszyniów. Latem 1960 przeszedł do Szynnika Jarosław, w którym zakończył karierę piłkarza w roku 1961.

## Kariera trenerska
Po zakończeniu kariery piłkarza rozpoczął pracę szkoleniowca. W latach 1962–1964 trenował ukraiński klub Wołyń Łuck. Od 1965 do 1966 pracował na stanowisku starszego trenera turkmeńskiego Stroitiela Aszchabad. Kolejnym klubem w jego karierze był białoruski Spartak Homel, którym kierował w latach 1967-1968. Potem prowadził Spartak Riazań. Od 1975 do 1976 stał na czele Tiekstilszczika Iwanowo.

## Sukcesy i odznaczenia

### Odznaczenia
- tytuł Mistrza Sportu ZSRR